# Attack on Titan (videojuego)
Attack on Titan, conocido en Europa como Attack on Titan: Wings of Freedom, es un videojuego desarrollado por Omega Force y publicado por Koei Tecmo basado en el manga homónimo. Fue publicado en Japón el 18 de febrero de 2016. Su lanzamiento en occidente se produjo el 26 de agosto del mismo año, siendo distribuido por Koei Tecmo Europe.

## Argumento
El juego trata sobre la historia transcurrida en el anime y, en adición, habrá nuevos escenarios e historias envolviendo a los personajes principales.

## Características
La apariencia del juego encaja con la del anime. Se centra en un personaje luchando contra múltiples enemigos. Utilizando el Equipo de Maniobras Tridimensionales, uno de los componentes más importantes de la serie, y se utilizarán tanto como para moverse como para luchar. Permite multijugador de hasta cuatro jugadores simultáneos.

## Desarrollo
El juego fue publicado por Koei Tecmo y desarrollado por Omega Force, y fue anunciado por primera vez en la Gamescom de 2015. Un nuevo tráiler fue desvelado el 6 de noviembre de 2015 en adición de detalles acerca de la Edición de Coleccionista. El juego se desarrolló principalmente para PlayStation 4, pero también se ha adaptado para PlayStation 3 y PlayStation Vita, además de ediciones para Xbox One y Microsoft Windows.